# Alpensia

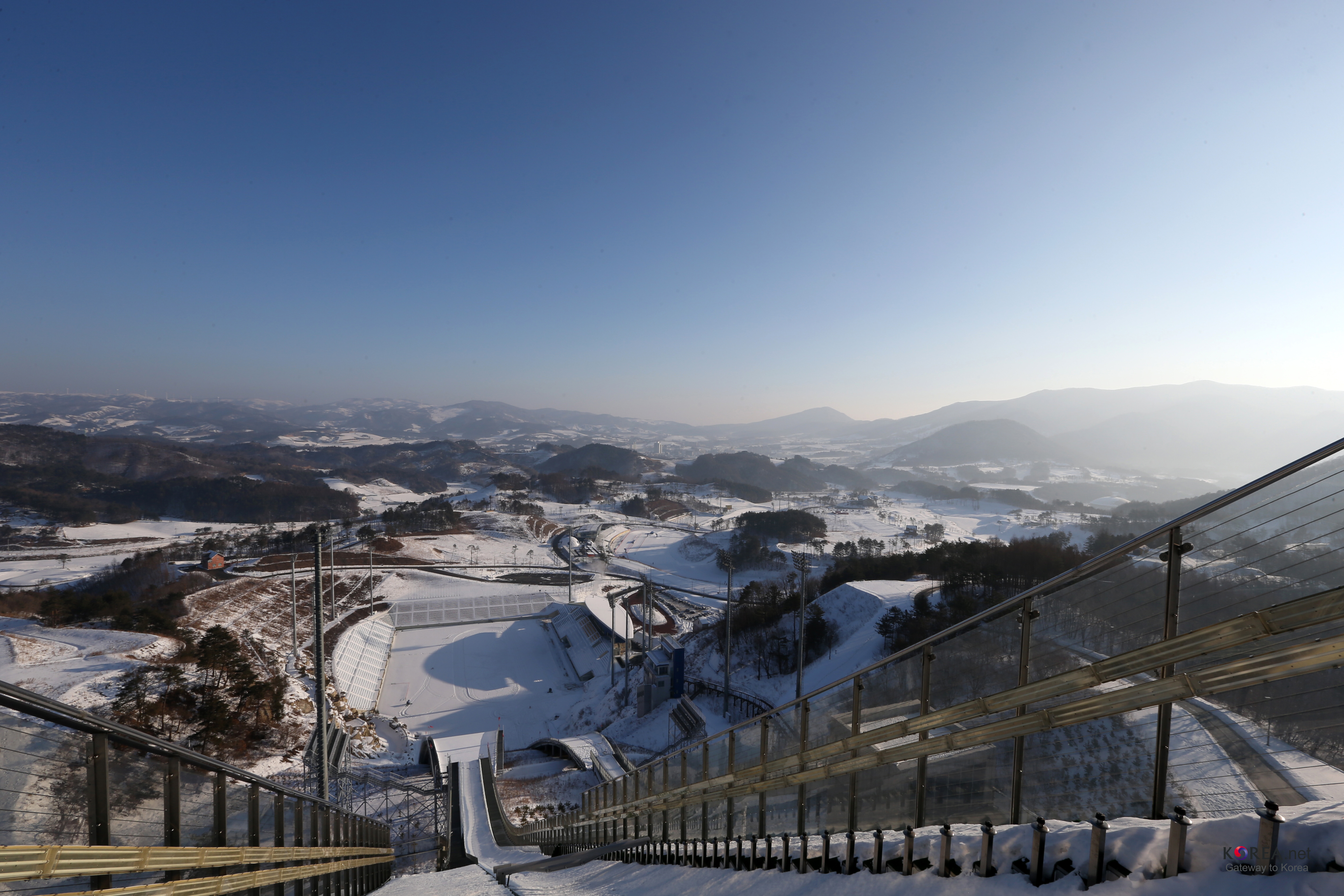
La stazione sciistica nel 2013.

Alpensia (알펜시아?) è una stazione sciistica situata nella località di Daegwallyeong, nella provincia di Gangwon, nella contea di Pyeongchang, Corea del Sud.

## Storia
La decisione di costruire la stazione sciistica di Alpensia fu presa nel 2003, nell'ottica dell'ambizione della provincia di Gangwon di poter ospitare i Giochi olimpici invernali. I lavori furono completati nel 2011. Nel 2013, la stazione sciistica è stata la sede dei X Giochi olimpici speciali invernali.
Nel 2018, è stata la sede delle gare di biathlon, combinata nordica, salto con gli sci, bob, slittino e skeleton dei XXIII Giochi olimpici invernali così come delle gare di biathlon e sci di fondo dei XII Giochi paralimpici invernali.

## Etimologia
"Alpensia" (알펜시아) è una parola macedonia composta combinando le parole Alpi (알펜시아), Asia (과 아시아) e fantasia (판타지아), cosicché il suo significato letterale è "le fantastiche Alpi dell'Asia".

## Caratteristiche
La stazione sciistica dispone di sei piste per sci e snowboard, ognuna con una lunghezza superiore ai 1,4 km, e 9 impianti di risalita.
All'interno della stazione sciistica sono situati anche quattro degli impianti che saranno utilizzati durante i giochi olimpici invernali del 2018: lo stadio del salto, lo stadio del biathlon, lo stadio del fondo e il tracciato per bob, slittino e skeleton, così come uno dei due villaggi olimpici e il centro per i giornalisti.